# Plamegate
Plamegate is de naam voor een politiek schandaal in de Verenigde Staten in de jaren 2002-2005, waarbij met opzet de naam van een CIA-agente Valerie Plame bekendgemaakt werd om haar man Joseph Wilson, die kritiek op de regering had gegeven, te benadelen.

## Geschiedenis
Tijdens de crisis rond de ontwapening in Irak in 2002 stuurde de CIA voormalig ambassadeur Joseph Wilson naar het Afrikaanse land Niger om te onderzoeken of Saddam Hoessein daar uranium probeerde te kopen voor de aanmaak van massavernietigingswapens. Wilson ontdekte dat het verhaal berustte op valse documenten.
Op 28 januari 2003 verklaarde George W. Bush in zijn State of the Union toch dat Saddam gepoogd had grote hoeveelheden uranium te kopen. Ongeveer twee maanden later begon de tweede Golfoorlog.
Begin juli 2003 schreef Wilson een artikel in de New York Times, waarin hij kritiek leverde op Bush omdat deze onbetrouwbare documenten had gebruikt om de oorlog te rechtvaardigen.
Een week later onthulde Robert Novak in zijn column dat Wilson gehuwd was met CIA-agente Valerie Plame. Volgens Wilson werd de identiteit van Plame aan verschillende journalisten gelekt, als reactie op zijn kritiek. Het onthullen van de identiteit van een CIA-agent is in de Verenigde Staten een misdaad.
Plamegate gaat ook over het daaropvolgend onderzoek (dat begon op 21 januari 2004) door Patrick Fitzgerald naar de daden van verschillende ambtenaren in de regering van Bush, zoals Karl Rove, Ari Fleischer en vicepresident Dick Cheney. Lewis Libby, de stafchef van Cheney, nam op 28 oktober 2005 zelfs ontslag omdat hij gedagvaard werd. Sommige journalisten kregen gevangenisstraf omdat ze weigerden hun bronnen te onthullen.
Op 16 januari 2007 begon het proces United States v. Libby, en op 6 maart werd Lewis Libby veroordeeld voor meineed, belemmering van de rechtsgang en het afleggen van valse verklaringen. Anderen zouden niet meer vervolgd worden. President George W. Bush schold daarop Libby's gevangenisstraf kwijt, maar liet de hem opgelegde boete en tijdelijke ondertoezichtstelling intact.
Wilson kreeg zelf ook kritiek omdat hij naar Niger gestuurd zou zijn op verzoek van zijn vrouw, en niet rechtstreeks door de CIA.

## Populaire cultuur
Deze affaire is het onderwerp van de film Fair Game uit 2010.